# Umberto Caligaris
Umberto Caligaris (26. července 1901 Casale Monferrato, Italské království – 19. října 1940 Turín, Itálie) byl italský fotbalový obránce a trenér.
Svou fotbalovou kariéru spojil především se dvěma týmy: Casalem a Juventusem, s nimiž získal pět titulů (1930/31, 1931/32, 1932/33, 1933/34, 1934/35). Byl členem silné obranné trojky (brankář Gianpiero Combi a obránce Virginio Rosetta), která tvořila i obranu v reprezentaci. Tamní specializovaný tisk je považuje za nejlepší obrannou linii všech dob.
Dlouho byl hráčem s nejvíce vystoupeními v historii italského národního týmu, jeho rekord byl 59 utkání, které bylo překonáno až v roce 1971 Facchettim.
S italskou reprezentací vyhrál MS 1934  a na olympijských hrách 1928 získal bronzovou medaili.
Po skončení fotbalové kariéry se rozhodl stát se trenérem. První sezona 1935/36 ale nevyšla dobře. S klubem Brescia Calcio sestoupil do druhé ligy. Během sezóny 1936/37 byl navíc zasažen těžkou sepsí ale lékaři jej zachránili. Zotavil se a šel trénovat Lucchese. Poté trénoval Modenu a v sezonách 1939/40 a 1940/41 se vrátil do Juventusu. Dne 19. října 1940 se znovu objevil na hřišti, spolu se svými bývalými spoluhráči Combim a Rosettu v utkání starých gard. Po několika minutách hry byl nucen opustit hřiště a odvezen do nemocnice s infarktem. Trenér národního týmu Vittorio Pozzo věnoval v tisku pamětní článek s názvem Gladiátor. Místo něj se lavičku Juventusu posadil Federico Munerati.
V roce 2011 mu vedení Bianconeri posmrtně udělil jednu z padesáti hvězd na chodníku slávy stadionu Juventusu.

## Hráčská statistika
| Sezóna  | Klub     | Liga         | Liga   | Liga | Ligové poháry | Ligové poháry | Ligové poháry | Kontinentální poháry | Kontinentální poháry | Kontinentální poháry | Celkem | Celkem |
| Sezóna  | Klub     | Soutěž       | Zápasy | Góly | Soutěž        | Zápasy        | Góly          | Soutěž               | Zápasy               | Góly                 | Zápasy | Góly   |
| ------- | -------- | ------------ | ------ | ---- | ------------- | ------------- | ------------- | -------------------- | -------------------- | -------------------- | ------ | ------ |
| 1919/20 | Casale   | 1. Kategorie | 20     | 0    | -             | 0             | 0             | -                    | 0                    | 0                    | 20     | 0      |
| 1920/21 | Casale   | 1. Kategorie | 10     | 0    | -             | 0             | 0             | -                    | 0                    | 0                    | 10     | 0      |
| 1921/22 | Casale   | 1. Divize    | 22     | 5    | -             | 0             | 0             | -                    | 0                    | 0                    | 22     | 5      |
| 1922/23 | Casale   | 1. Divize    | 22     | 0    | -             | 0             | 0             | -                    | 0                    | 0                    | 22     | 0      |
| 1923/24 | Casale   | 1. Divize    | 19     | 1    | -             | 0             | 0             | -                    | 0                    | 0                    | 19     | 1      |
| 1924/25 | Casale   | 1. Divize    | 22     | 2    | -             | 0             | 0             | -                    | 0                    | 0                    | 22     | 2      |
| 1925/26 | Casale   | 1. Divize    | 20     | 2    | -             | 0             | 0             | -                    | 0                    | 0                    | 20     | 2      |
| 1926/27 | Casale   | 1. Divize    | 16     | 2    | -             | 0             | 0             | -                    | 0                    | 0                    | 16     | 2      |
| 1927/28 | Casale   | 1. Divize    | 31     | 6    | -             | 0             | 0             | -                    | 0                    | 0                    | 31     | 6      |
| 1928/29 | Juventus | 1. Divize    | 26     | 0    | -             | 0             | 0             | -                    | 0                    | 0                    | 26     | 0      |
| 1929/30 | Juventus | Serie A      | 30     | 0    | -             | 0             | 0             | -                    | 0                    | 0                    | 30     | 0      |
| 1930/31 | Juventus | Serie A      | 34     | 0    | -             | 0             | 0             | -                    | 0                    | 0                    | 34     | 0      |
| 1931/32 | Juventus | Serie A      | 12     | 0    | -             | 0             | 0             | -                    | 0                    | 0                    | 12     | 0      |
| 1932/33 | Juventus | Serie A      | 32     | 0    | -             | 0             | 0             | -                    | 0                    | 0                    | 32     | 0      |
| 1933/34 | Juventus | Serie A      | 33     | 0    | -             | 0             | 0             | -                    | 0                    | 0                    | 33     | 0      |
| 1934/35 | Juventus | Serie A      | 11     | 0    | -             | 0             | 0             | -                    | 0                    | 0                    | 11     | 0      |
| 1935/36 | Brescia  | Serie A      | 27     | 0    | -             | 0             | 0             | -                    | 0                    | 0                    | 27     | 0      |
| 1936/37 | Brescia  | Serie B      | 13     | 0    | -             | 0             | 0             | -                    | 0                    | 0                    | 13     | 0      |
| Celkem  | Celkem   | Celkem       | 400    | 18   | -             | ?             | ?             | -                    | 0                    | 0                    | 400    | 18     |

## Úspěchy

### Klubové
- 5× vítěz italské ligy (1930/31, 1931/32, 1932/33, 1933/34, 1934/35)

### Reprezentační
- 1x na MS (1934 - zlato)
- 3x na MP (1927-1930 - zlato, 1931-1932 - stříbro, 1933-1935 - zlato)
- 2x na OH (1924, 1928 - bronz)

### Vyznamenání
Řád italské koruny (1930)